# Brnobići (Buzet)
 Brnobići   (olaszul: Bernobici) falu Horvátországban, Isztria megyében. Közigazgatásilag Buzethez tartozik.

## Fekvése
Az Isztriai-félsziget északi részének közepén, Pazintól 17 km-re északkeletre, községközpontjától 8 km-re délkeletre Roč és Hum között fekszik.

## Története
A települést már a 14. században „Verbovitz” néven említik. Templom is a 14. században épült egyszerű, egyhajós épület. A falunak 1857-ben 134, 1910-ben 182 lakosa volt. lakói hagyományosan mezőgazdasággal és állattartással (főként szarvasmarha és sertés) foglalkoztak. 2011-ben 52 lakosa volt.

## Lakosság
| Lakosság változása | Lakosság változása | Lakosság változása | Lakosság változása | Lakosság változása | Lakosság változása | Lakosság változása | Lakosság változása | Lakosság változása | Lakosság változása | Lakosság változása | Lakosság változása | Lakosság változása | Lakosság változása | Lakosság változása | Lakosság változása |
| ------------------ | ------------------ | ------------------ | ------------------ | ------------------ | ------------------ | ------------------ | ------------------ | ------------------ | ------------------ | ------------------ | ------------------ | ------------------ | ------------------ | ------------------ | ------------------ |
| 1857               | 1869               | 1880               | 1890               | 1900               | 1910               | 1921               | 1931               | 1948               | 1953               | 1961               | 1971               | 1981               | 1991               | 2001               | 2011               |
| 134                | 145                | 162                | 170                | 209                | 182                | 0                  | 0                  | 148                | 132                | 123                | 88                 | 58                 | 62                 | 59                 | 52                 |

## Nevezetességei
A Havas Boldogasszony tiszteletére szentelt temploma a 14. században épült. A bejárat bal oldalán egy korabeli dombormű látható befalazva, melyen a keresztre feszített Jézus látható Mária Magdolnával és egy apostollal együtt. A bejárat felett a megújítás éve 1887 látható bevésve. 15. századi kő oltárépítményén kis fülkében a Havas Boldogasszony fából faragott gótikus szobra áll. A templom előtt kőtár található a legismertebb glagolita emlékek másolataival.